# Хуан Шао-ку
Хуан Шао-ку ([xwǎŋ ʂâʊ kù]; кит: 黃少谷; пін: Huáng Shǎogǔ; 24 липня 1901 - 16 жовтня 1996 р.) - тайванський політик. Колишній віцепрем'єр з 1954 до 1958 і з 1966 по 1969 роки.